# Braquidactilia
Braquidactilia (conhecida também como Pinky disease)(do grego βραχύς = "curto" mais δάκτυλος = "dedo") é uma anomalia genética que provoca o encurtamento dos dedos da mão, traço causado por um gene dominante.
A braquidactilia geralmente ocorre no polegar. Pode ocorrer somente em um dedo das mãos, normalmente ocorre no polegar ou no dedo mínimo. Os vários tipos de braquidactilia isolados são raras, exceto para os tipos de A3 e Braquidactilia D.
Esta característica genética pode ocorrer tanto como uma má formação isolada ou como parte de uma síndrome da má formação complexa.
Algumas formas desta mutação também podem resultar em baixa estatura.
A braquidactilia pode também ser acompanhada por outras más formações, como a sindactilia, polidactilia, defeitos de redução, ou sinfalangismo.
Para a maioria das braquidactilias isoladas e algumas formas sindrômicas de braquidactilia o gene defeituoso causador foi identificado.
Em casos isolados de braquidactilia, a herança é principalmente autossômica dominante com expressividade variável e penetrância.

## Diagnóstico
O diagnóstico é clínico, antropométrico e radiológicos. Diagnóstico pré-natal não é normalmente indicado por formas isoladas de braquidactilia, mas podem ser adequadas em formas sindrômicas.
A natureza do aconselhamento genético depende tanto do padrão de herança do tipo de braquidactilia presentes na família e na presença ou ausência de sintomas acompanhantes.
Não há tratamento específico que seja aplicável a todas as formas de braquidactilia.
A cirurgia plástica é indicada apenas se a braquidactilia afeta a função da mão ou por razões estéticas, mas normalmente não é necessária.